# Luis Lamas Freyre
Luis Lincoln Lamas Freyre (c. 1865-1932) fue un político argentino, e Intendente de la ciudad de Rosario, provincia de Santa Fe, del 21 de febrero de 1898 al 19 de febrero de 1904.
Era hijo de Manuela Freyre Maciel y de su esposo Luis Lamas Hunt, que tuvieron otros tres hijos más. Y, nieto del político y patriota uruguayo Luis María Lamas.
Durante la administración de Lamas la ciudad creció considerablemente en población (más de un tercio entre los censos 1900 y 1906) y de infraestructura adquirida y de lujo. Nuevas calles se abrieron y se pavimentaron las principales. En 1900 Lamas autorizó la construcción del Parque de la Independencia, un gran parque urbano diseñado por el famoso arquitecto paisajista Carlos Thays, inaugurado dos años más tarde. También en 1902, se colocó la primera piedra del moderno puerto de Rosario, y se iniciaron los trabajos para limpiar el barranco del río Paraná y la construcción de una nueva vía costera. Lamas también dictó el comienzo de los trabajos para el Mercado central, y creó la primera comisión que propuso la construcción de un Monumento histórico nacional a la Bandera.
En 1900, su administración municipal dictó reglamentos que permitieron la prostitución legal, la obligatoriedad de la inscripción de las meretrices en una oficina de registro, con requisitos de ser mayor de 18 años, trabajar sólo en instalaciones autorizadas, con dos exámenes médicos por semana y mantener una tarjeta sanitaria actualizado con su imagen, así como prohibición de exposición pública. En 1902 un nuevo reglamento incluye las camareras en ciertos tipos de barras, para evitar la prostitución clandestina sin registro.